# Horisme aeolotis
Horisme aeolotis là một loài bướm đêm trong họ Geometridae.